# Litauisches Nationalmuseum

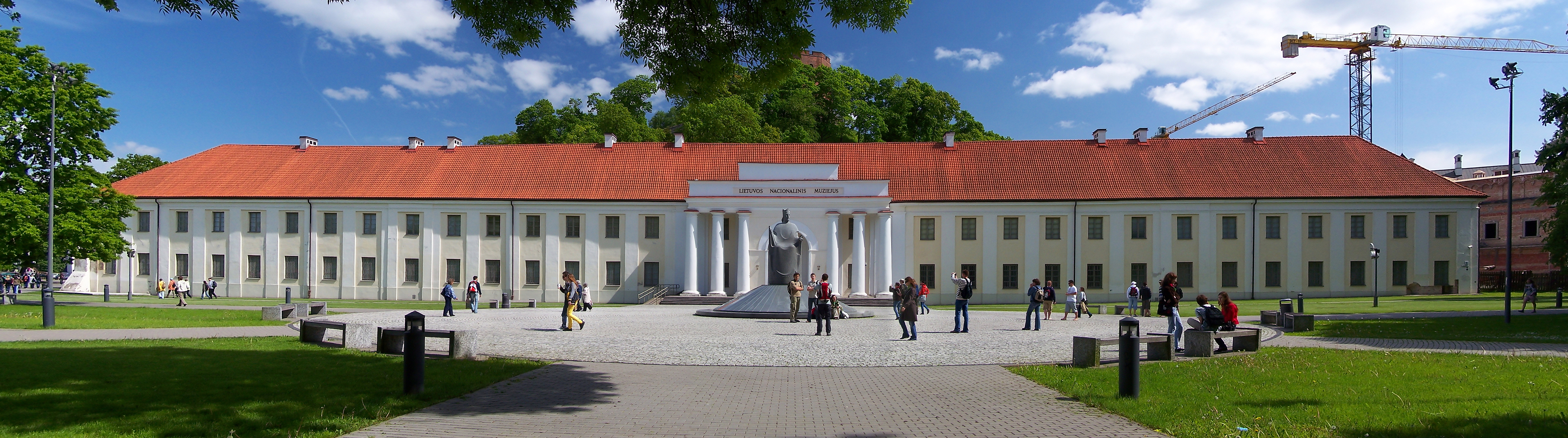
Ein großer Teil der Sammlungen befindet sich im Neuen Arsenal der Unterburg.

Lietuvos nacionalinis muziejus, das Litauische Nationalmuseum, ist ein 1855 gegründetes, staatlich finanziertes historisches Museum in Vilnius, Litauen, das mehrere bedeutende Bauten umfasst und dessen Bestände zahlreiche Gegenstände und schriftliche Dokumente beinhalten. Das Museum organisiert und koordiniert archäologische Ausgrabungen in Litauen.

## Geschichte
Das Antiquitätenmuseum von Wilna (polnisch: Muzeum Starożytności w Wilnie) wurde 1855 von Eustachy Tyszkiewicz gegründet und war eine Vorläuferinstitution des heutigen Museums. Zu Beginn legte das Museum seinen Sammlungsschwerpunkt auf die Kultur und Geschichte des Großfürstentums Litauen. Es war recht bekannt und zog große Besucherzahlen an. Nach dem Januaraufstand von 1863 lagerten die Behörden des Russischen Reichs einen großen Teil der Sammlung nach Moskau aus, der verbleibende Rest wurde neu zusammengestellt und der Öffentlichen Bibliothek Vilnius einverleibt. Von 1866 bis 1914 arbeiteten Museum und Bibliothek zusammen. Als sich die Ostfront des Ersten Weltkriegs 1915 Vilnius näherte, wurden weitere Teile der Ausstellung nach Russland gebracht.
Nach der Unabhängigkeit Litauens 1918 wurde das Museum für Geschichte und Volkskunde gegründet, das aus den restlichen Beständen des Antiquitätenmuseums und denen der Litauischen Wissenschaftlichen Gesellschaft zusammengestellt wurde. Sein Direktor war Jonas Basanavičius, einer der Unterzeichner der Litauischen Unabhängigkeitserklärung. Nach 1919 wurde Vilnius zu einem Teil der Zweiten polnischen Republik, das Museum wurde der Universität Vilnius angeschlossen.
1941 übernahm die Akademie der Wissenschaften die Sammlungen aller Museen der Stadt. 1952 erlangte das Museum unter der Direktion des Geschichtswissenschaftlers Vincas Žilėnas wieder seine Unabhängigkeit. 1967 bezog es neue Räumlichkeiten im Neuen Arsenal des Burgkomplexes von Vilnius. In den beiden folgenden Jahrzehnten erwarb das Museum historische Materialien aus dem ganzen Land. 1992 erhielt es seinen heutigen Namen, es ist nun dem Kultusministerium unterstellt.

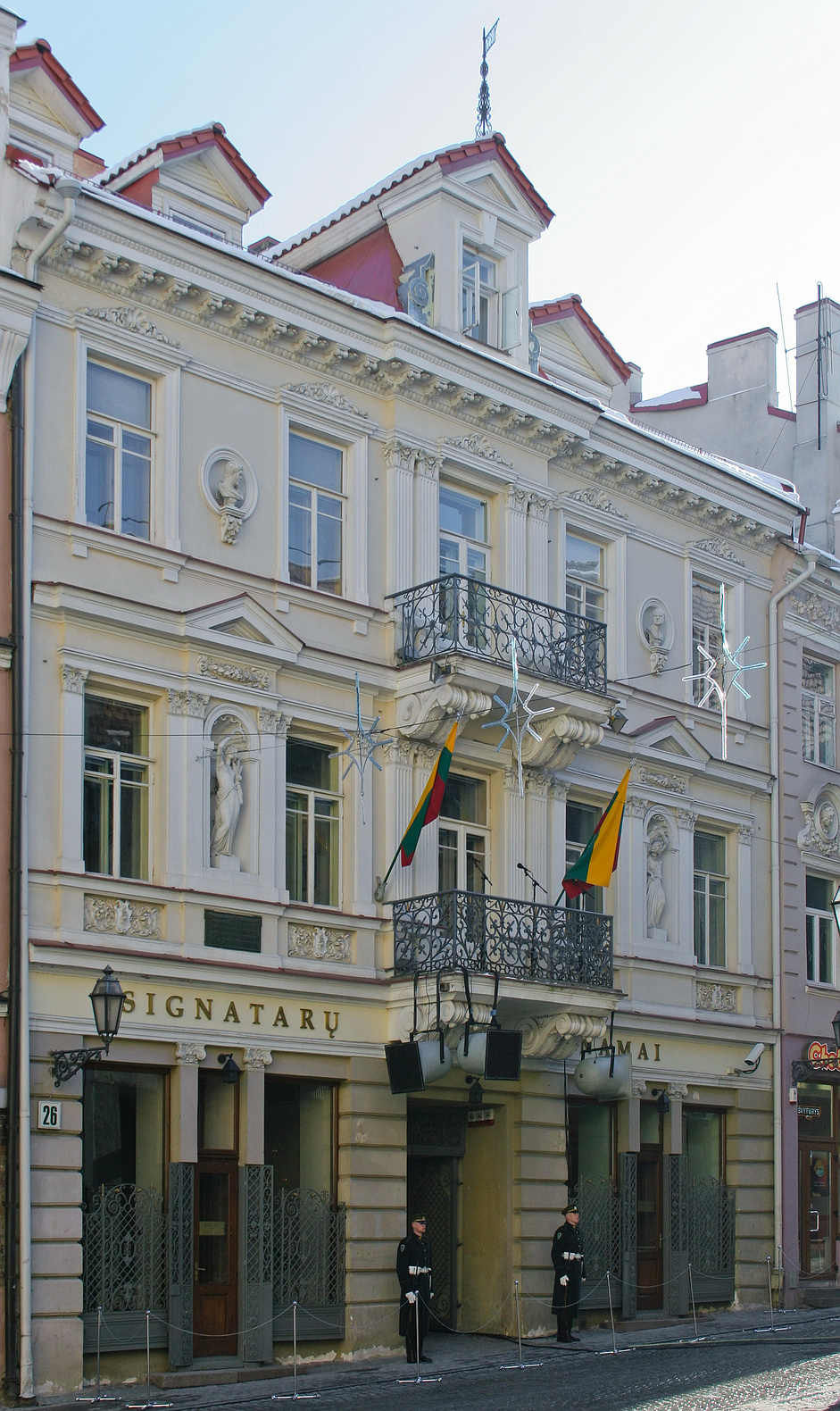
Das Haus der Unterzeichner beherbergt ebenfalls einen Teil der Sammlungen

## Organisation
Das Museum besteht aus fünf Hauptabteilungen (Geschichte und Zeitgeschichte, Archäologie, Volkskunde, Numismatik und Ikonographie) und besitzt etwa 800.000 Einzelstücke.
Zur Sammlung gehören:
- Das Alte Arsenal des Burgkomplexes
- Das Neue Arsenal des Burgkomplexes
- Den Gediminas-Turm auf dem Burgberg
- Haus und Museum von Kazys Varnelis
- Das Haus der Unterzeichner
- Die Bastion des Verteidigungswalls
  - (alle in Vilnius)
- Der Gutshof von Dr. Jonas Šliūpas in Palanga
- Das Museum von Dr. Vincas Kudirka im Bezirk Šakiai

Daneben gibt es eine Abteilung für Information und Ausbildung, eine Abteilung für die Verzeichnung und Erhaltung von Ausstellungsgegenständen, eine Abteilung für Restauration und eine Abteilung für Veröffentlichungen.